# Christlicher Friedhof von Banjul

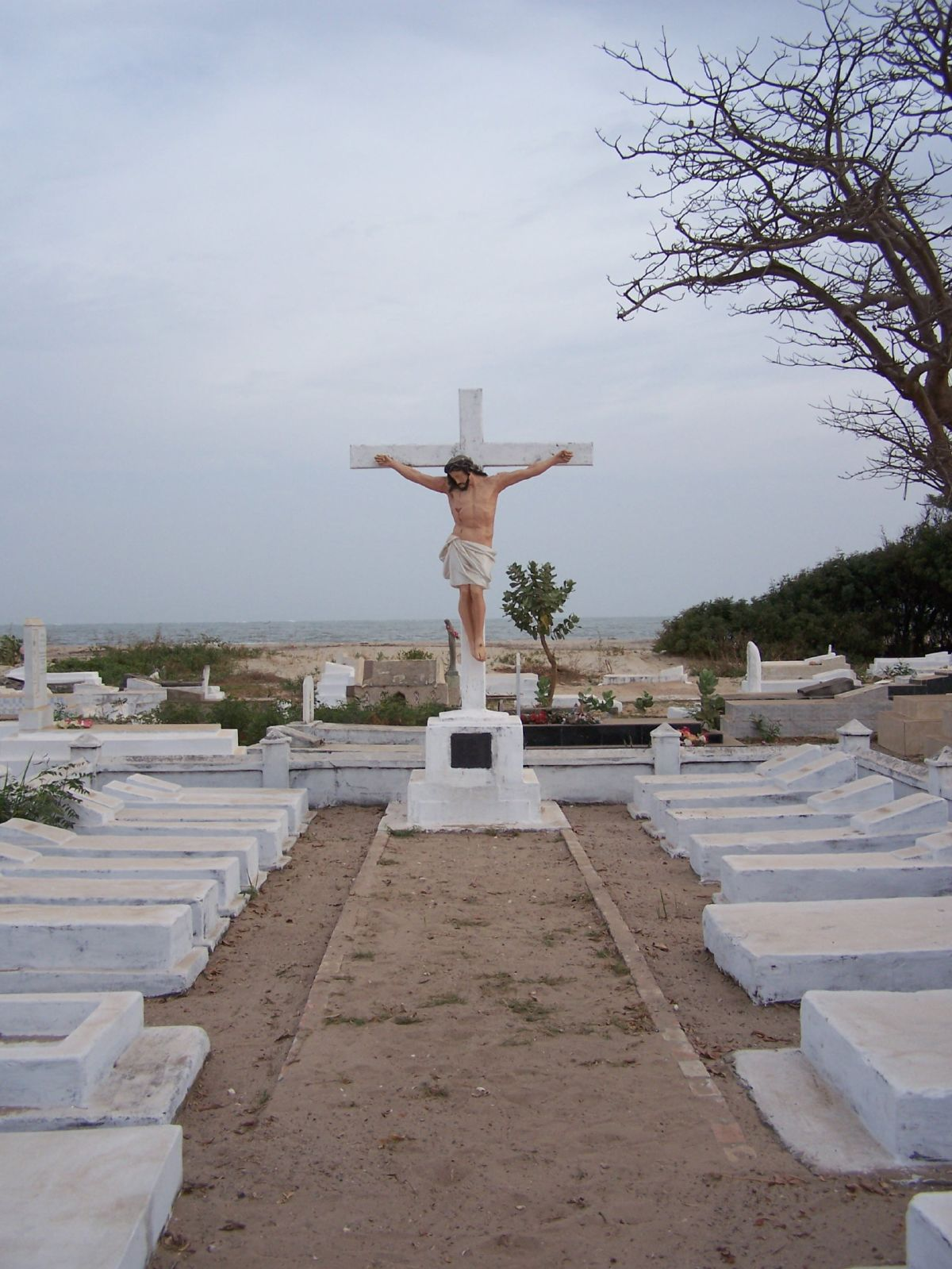
Der Strandabschnitt mit dem christlichen Friedhof

Der christliche Friedhof von Banjul in der Hauptstadt Banjul des westafrikanischen Staat Gambia ist zentrale Friedhof für Christen der Stadt. Er ist der größte christliche Friedhof des Landes.

## Lage
Der Friedhof befindet sich nördlich des Banjul-Serekunda Highway kurz vor der Stadt, auf der zum Atlantischen Ozean zugewandten Seite. Direkt benachbart liegt westlich der muslimische Friedhof.